# Прапор Дзержинського
Місто Дзержинський має власну символіку, зокрема прапор який було затверджено рішенням Ради депутатів міського поселення Дзержинський від 19 листопада 1997 року. Авторами прапора є Юрій і Костянтин Моченови (м. Хімки) та художник Роберт Маланічев (м. Москва).

## Геральдичний опис та обґрунтування
Прапор міста Дзержинський являє собою прямокутне полотнище з відношенням ширини до довжини 2:3 з червоним зображенням поля прапора, над 1/6 частиною прапора вверху та такою ж смугою внизу зверху по центру над блакитною хвилею розташований фрагмент білої стіни без зубців з двома білими вежами, з яких права нижче і має наскрізну подвійну арку: верх веж – гостроконечні, зелені, з такими ж флюгерами у вигляді двох прапорців з двома косичками: з-за стіни сходить золоте, з вписаними п’ятьма прямими незавершеними променями, сонце. 
З лівого боку прапор має смугу для кріплення древка. Для урочистих випадків древко може мати почесне наперстя у вигляді фігурки Дмитра Донського в латах, озброєного мечем. 

## Символіка прапора
Зображення прапора відображає мотиву герба міста Дзержинського, де за допомогою геральдичних символів зображено головну пам’ятку міста – Миколо-Угрешський монастир, який у 1380 році був закладений князем Дмитром Донським на честь перемоги на Куликовому полі. Об’єднуючою ідеєю прапора є червоний колір – в геральдиці символізує мужність, геройство, хоробрість, та справедливу боротьбу.
Блакитна хвилеподібна основа показує що місто стоїть на березі річки Москви.